# 数字战斗模拟
《数字战斗模拟世界》（简称「DCS World」）是由Eagle Dynamics开发，The Fighter Collection发行的一款空战模拟游戏。该软件于2008年10月发布，此后发布过多个版本。 
DCS World是一个沙盒模拟程序，提供从二战初期到冷战再到现代战争的飞机和场景，例如俄罗斯－格鲁吉亚战争。目前模拟的地区包括高加索和黑海、內華達測試和訓練場、波斯湾、黎凡特、西奈半岛、1944年的诺曼底，以及1940-1945年的英吉利海峡。其目的是在商业模拟领域提供军用飞机、坦克、地面车辆和船舶的拟真式模拟。 
DCS World免费提供Su-25攻擊機和TF-51 / P-51戰鬥機以及高加索地区的模拟。DCS World可以通过模块（尤其是DLC）以及用户制作的组件和模组进行扩展。它提供独立版和Steam版。 
截至2020年8月，共有39型飞机或飞机变种，可在六个地区飞行，另有23型飞机正在研发或已宣布，以及三个新场景也在开发。该模拟器带有任务编辑器，完整的网络游戏，以及超过156种AI武器系统，105种地面车辆和列车，50种防空系统，19种船，84种AI飞机。 
DCS World得到了一般用户和专业用户的好评。

## 概述
DCS World包括任务生成器，动态天气和季节，训练任务，任务和战役编辑，在线多人游戏，AI对手，大量海陆空作战单位，静态建筑物和民用单位，重放系统，以及飞行员日志。 
DCS World的用户可以在自己的服务器上托管用户自制的战役，提供AI单位协作或对抗的多人游戏。2019年4月3日，DCS World Open Beta专用服务器发布，可作为专用的多人服务器，无需加载纹理和声音。
任务编辑器利用Lua支持和战役编辑器供用户创建任务。用户可以拓展模块发布者创建的内容，或独立创建自己的内容。 

## 发展

### 早期的DCS
首个添加到DCS的“模块”是2008年10月发布的《DCS: Black Shark》，提供俄罗斯卡-50攻擊直升機的模拟。最初它作为前作《锁定：现代空战》系列的一个附件，但后认为有必要改用其他引擎。 

### 模块化概念
2011年，《DCS World》推出模块化的插件概念，允许在同一场景下使用以前独立的模拟所提供的“资源”。《DCS: A-10C Warthog》以插件形式提供，而《DCS: Black Shark》被升级为《DCS: Black Shark 2》。  Black Shark 2模块结合了Eagle Dynamics的专业飞行模型，高级系统模型，并展示了完整的六自由度飞行员视角驾驶舱。作为DCS系列的第二个模块， DCS: A-10C Warthog在飞行动力学，航空电子设备，传感器和武器系统方面提供了现代固定翼战斗机的模拟。玩家还可以选择在“游戏”模式下玩Warthog以获得休闲游戏体验，或在模拟模式下玩全面体验。 
玩家可以在飞行任务中对抗AI或其他玩家控制的各种海陆空部队。用户可以用附带的任务和战役编辑器创建和分享任务和战役，以及在线与其他玩家进行飞行或对抗任务。用户制作的单人、多人任务和战役可以随其他几种类型的用户创建的文件（例如模组、涂装和实用程序）提供在线下载。 

### 进一步发展
2015年10月，DCS World以「DCS World 1.5」为名推出免费更新。「DCS World 1.5」将现有的所有飞机、地面单位和地形带入支持DirectX 11的新型Eagle Dynamics图形引擎（EDGE） 。 
2015年11月，DCS World 2.0免费更新的公开alpha版本。“DCS World 2.0”允许添加新的战场，例如新增内华达测试与训练场。高加索地图正在更新中，尚未与DCS 2.0兼容。
2017年5月，DCS World 2.1早期测试版本发布，包括对内华达和诺曼底地图的支持，以及新的渲染机制（延迟着色和基于物理的渲染）。
2018年1月，DCS World 2.5公测发布，该版本允许在Steam服务上从2.2 Open Alpha迁移到2.5。包含高加索地区的更新，更细致的地图，以及其他大量变化和补充。 2.5的正式版本于2018年4月发布。 
2020年7月15日，公测版本的战役编辑器新增了历史模式过滤器，可以按指定年份筛选所有设备和飞机。

### 未来的DCS
DCS World在未来将进一步优化图形引擎，集成Vulkan API，支持多线程和动态战役引擎，语音聊天，增强飞机的人工智能。  

## 反响
2011年4月，PC Gamer给DCS: A-10C Warthog打了92/100的评分，并评价说：“这是美国保密资料外能找到的最详尽、最真实的战斗机模拟。” 
IGN也于2011年6月评价DCS: A-10C Warthog，称赞了其对细节的重视和严苛。
SimHQ于2007年10月评价DCS: Black Shark时，也称赞了其模拟的真实性。
用户评论同样获得绝大部分好评。 
| 来源       | 评分     | 评价数量 |
| ---------- | -------- | -------- |
| Steam      | 82%      | 14560    |
| GameSpot   | 9.6 / 10 | 55       |
| Metacritic | 8.4 / 10 | 64       |
| Google     | 4.7 / 5  | 99       |